# Béatrice Bellay
Pour les articles homonymes, voir Bellay.
Ne doit pas être confondu avec Béatrice Bellamy.
Béatrice Bellay, née le 25 juillet 1975 à Villepinte (Seine-Saint-Denis), est une femme politique française élue députée en juillet 2024 dans la troisième circonscription de la Martinique.

## Biographie
Béatrice Bellay est née à Villepinte en Seine-Saint-Denis.
Lors des élections législatives de 2022, elle est candidate dans la première circonscription de la Martinique où elle n'obtient que 7,80 % des suffrages et ne parvient pas à se qualifier pour le second tour.
En 2023, elle est réélue, pour un 2e mandat de 4 ans, première secrétaire fédérale de la Fédération socialiste de la Martinique.
Candidate socialiste lors des élections législatives de 2024 avec sa suppléante Nadia Chonville, elle est élue avec 54,5 % des voix dans la troisième circonscription de la Martinique, en battant le député sortant Johnny Hajjar.